# Agrotis vastator
Agrotis vastator är en fjärilsart som beskrevs av Scott 1869. Agrotis vastator ingår i släktet Agrotis och familjen nattflyn. Inga underarter finns listade i Catalogue of Life.